# 1976년 오리콘 1위 싱글 목록
일본에서 한 주간 가장 많이 팔린 싱글은 오리콘 주간 차트에 실리며, 이 차트는 오리콘이 발행하는 잡지 《오리스타》에 개제된다. 판매량은 한 주 동안의 각 싱글의 판매량을 기준으로 오리콘이 종합한다.

## 차트 기록
| 발행일    | 싱글                     | 가수            | 참고                                        |
| --------- | ------------------------ | --------------- | ------------------------------------------- |
| 1월 5일   | 「およげ!たいやきくん」  | 시몬 마사토     | 10주 연속 1976년 1위 1976년 1월·2월·3월 1위 |
| 1월 12일  | (미발표)                 | (미발표)        |                                             |
| 1월 19일  | 「およげ!たいやきくん」  | 시몬 마사토     |                                             |
| 1월 26일  | 「およげ!たいやきくん」  | 시몬 마사토     |                                             |
| 2월 2일   | 「およげ!たいやきくん」  | 시몬 마사토     |                                             |
| 2월 9일   | 「およげ!たいやきくん」  | 시몬 마사토     |                                             |
| 2월 16일  | 「およげ!たいやきくん」  | 시몬 마사토     |                                             |
| 2월 23일  | 「およげ!たいやきくん」  | 시몬 마사토     |                                             |
| 3월 1일   | 「およげ!たいやきくん」  | 시몬 마사토     |                                             |
| 3월 8일   | 「およげ!たいやきくん」  | 시몬 마사토     |                                             |
| 3월 15일  | 「およげ!たいやきくん」  | 시몬 마사토     |                                             |
| 3월 22일  | 「Beautiful Sunday」     | 대니얼 분       | 15주 연속, 1976년 4월·5월·6월 1위           |
| 3월 29일  | 「Beautiful Sunday」     | 대니얼 분       | 15주 연속, 1976년 4월·5월·6월 1위           |
| 4월 5일   | 「Beautiful Sunday」     | 대니얼 분       | 15주 연속, 1976년 4월·5월·6월 1위           |
| 4월 12일  | 「Beautiful Sunday」     | 대니얼 분       | 15주 연속, 1976년 4월·5월·6월 1위           |
| 4월 19일  | 「Beautiful Sunday」     | 대니얼 분       | 15주 연속, 1976년 4월·5월·6월 1위           |
| 4월 26일  | 「Beautiful Sunday」     | 대니얼 분       | 15주 연속, 1976년 4월·5월·6월 1위           |
| 5월 3일   | 「Beautiful Sunday」     | 대니얼 분       | 15주 연속, 1976년 4월·5월·6월 1위           |
| 5월 10일  | 「Beautiful Sunday」     | 대니얼 분       | 15주 연속, 1976년 4월·5월·6월 1위           |
| 5월 17일  | 「Beautiful Sunday」     | 대니얼 분       | 15주 연속, 1976년 4월·5월·6월 1위           |
| 5월 24일  | 「Beautiful Sunday」     | 대니얼 분       | 15주 연속, 1976년 4월·5월·6월 1위           |
| 5월 31일  | 「Beautiful Sunday」     | 대니얼 분       | 15주 연속, 1976년 4월·5월·6월 1위           |
| 6월 7일   | 「Beautiful Sunday」     | 대니얼 분       | 15주 연속, 1976년 4월·5월·6월 1위           |
| 6월 14일  | 「Beautiful Sunday」     | 대니얼 분       | 15주 연속, 1976년 4월·5월·6월 1위           |
| 6월 21일  | 「Beautiful Sunday」     | 대니얼 분       | 15주 연속, 1976년 4월·5월·6월 1위           |
| 6월 28일  | 「Beautiful Sunday」     | 대니얼 분       | 15주 연속, 1976년 4월·5월·6월 1위           |
| 7월 5일   | 「横須賀ストーリー」     | 야마구치 모모에 | 7주 연속, 1976년 7월·8월 1위                |
| 7월 12일  | 「横須賀ストーリー」     | 야마구치 모모에 | 7주 연속, 1976년 7월·8월 1위                |
| 7월 19일  | 「横須賀ストーリー」     | 야마구치 모모에 | 7주 연속, 1976년 7월·8월 1위                |
| 7월 26일  | 「横須賀ストーリー」     | 야마구치 모모에 | 7주 연속, 1976년 7월·8월 1위                |
| 8월 2일   | 「横須賀ストーリー」     | 야마구치 모모에 | 7주 연속, 1976년 7월·8월 1위                |
| 8월 9일   | 「横須賀ストーリー」     | 야마구치 모모에 | 7주 연속, 1976년 7월·8월 1위                |
| 8월 16일  | 「横須賀ストーリー」     | 야마구치 모모에 | 7주 연속, 1976년 7월·8월 1위                |
| 8월 23일  | 「あなただけを」         | 아오이 테루히코 | 6주 연속, 1976년 9월 1위                    |
| 8월 30일  | 「あなただけを」         | 아오이 테루히코 | 6주 연속, 1976년 9월 1위                    |
| 9월 6일   | 「あなただけを」         | 아오이 테루히코 | 6주 연속, 1976년 9월 1위                    |
| 9월 13일  | 「あなただけを」         | 아오이 테루히코 | 6주 연속, 1976년 9월 1위                    |
| 9월 20일  | 「あなただけを」         | 아오이 테루히코 | 6주 연속, 1976년 9월 1위                    |
| 9월 27일  | 「あなただけを」         | 아오이 테루히코 | 6주 연속, 1976년 9월 1위                    |
| 10월 4일  | 「パールカラーにゆれて」 | 야마구치 모모에 | 5주 연속, 1976년 10월 1위                   |
| 10월 11일 | 「パールカラーにゆれて」 | 야마구치 모모에 | 5주 연속, 1976년 10월 1위                   |
| 10월 18일 | 「パールカラーにゆれて」 | 야마구치 모모에 | 5주 연속, 1976년 10월 1위                   |
| 10월 25일 | 「パールカラーにゆれて」 | 야마구치 모모에 | 5주 연속, 1976년 10월 1위                   |
| 11월 1일  | 「パールカラーにゆれて」 | 야마구치 모모에 | 5주 연속, 1976년 10월 1위                   |
| 11월 8일  | 「落葉が雪に」           | 후세 아키라     |                                             |
| 11월 15일 | 「あばよ」               | 켄 나오코       | 3주 연속, 1976년 11월 1위                   |
| 11월 22일 | 「あばよ」               | 켄 나오코       | 3주 연속, 1976년 11월 1위                   |
| 11월 29일 | 「あばよ」               | 켄 나오코       | 3주 연속, 1976년 11월 1위                   |
| 12월 6일  | 「北の宿から」           | 미야코 하루미   | 1976년 12월 1위                             |
| 12월 13일 | 「あばよ」               | 켄 나오코       | 통산 4주                                    |
| 12월 20일 | 「北の宿から」           | 미야코 하루미   | 3주 연속, 통산 4주                          |
| 12월 27일 | 「北の宿から」           | 미야코 하루미   | 3주 연속, 통산 4주                          |

## 연간 TOP 10
※ 집계: 1975년 12월 1일 - 1976년 11월 29일
- 1위: 시몬 마사토 「およげ!たいやきくん」
- 2위: 대니얼 분 「Beautiful Sunday」
- 3위: 미야코 하루미 「北の宿から」
- 4위: 오타 히로미 「木綿のハンカチーフ」
- 5위: 후타바 유리코 「岸壁の母」
- 6위: 나카무라 마사토시 「俺たちの旅」
- 7위: 아오이 테루히코 「あなただけを」
- 8위: 야마구치 모모에 「横須賀ストーリー」
- 9위: 이나바 아키라 「わかって下さい」
- 10위: 아라이 유미 「あの日にかえりたい」